# Chabaně
Chabaně jsou osada patřící k obci Břestek na Uherskohradišťsku. Leží na jižním výběžku Chřibů asi dva kilometry severozápadně od Břestku.

## Historie
Počátky souvislého osídlení spadají do 19. století. Od poloviny dvacátého století se počet obyvatel snižoval, v tomto období vyrostly na Chabaních četné soukromé rekreační objekty. V posledních dvaceti letech přibyly i nové obytné domy. Trvale na Chabaních na přelomu milénia žilo dle dostupných údajů kolem 70 obyvatel.

## Přírodní zajímavosti a pamětihodnosti
- památný strom – mohutný sekvojovec obrovský, který zasadil pravděpodobně hrabě Zikmund II. Berchtold asi před 150 lety. V roce 1972 byl poškozen bleskem, který snížil jeho vrchol asi o 6 metrů, od té doby však povyrostl asi o 8 metrů a dnes dosahuje výšky 32 metrů.
- budova školy z 19. století, dnes využívaná k rekreačním účelům dětskými organizacemi,[1] ve školní zahradě stojí malá dřevěná zvonička.[2]